# Grande (titlu)
Un Grande de Spania (spaniolă Grande de España), sau mai scurt grande este un titlu nobiliar spaniol, acordat până acum celor 395 de familii. Acest titlu a fost asumat la început de către nobili mai importanți cu scopul de a-i distinge de ricohombri. Spre deosebire de majoritatea nobilimii mai puțin înstărite, granzii nu au mers în America de Sud și nu au construit haciende, preferând mai degrabă să rămână în Spania propriu-zisă, aproape de rege.